# Ait Youssef Ou Ali
Ait Youssef Ou Ali (àrab آيت يوسف أو علي) és una comuna rural de la província d'Al Hoceima de la regió de Tànger-Tetuan-Al Hoceima. Segons el cens de 2014 tenia una població total de 12.673 persones.